# Kirche zur Liebe Gottes (Pressbaum)

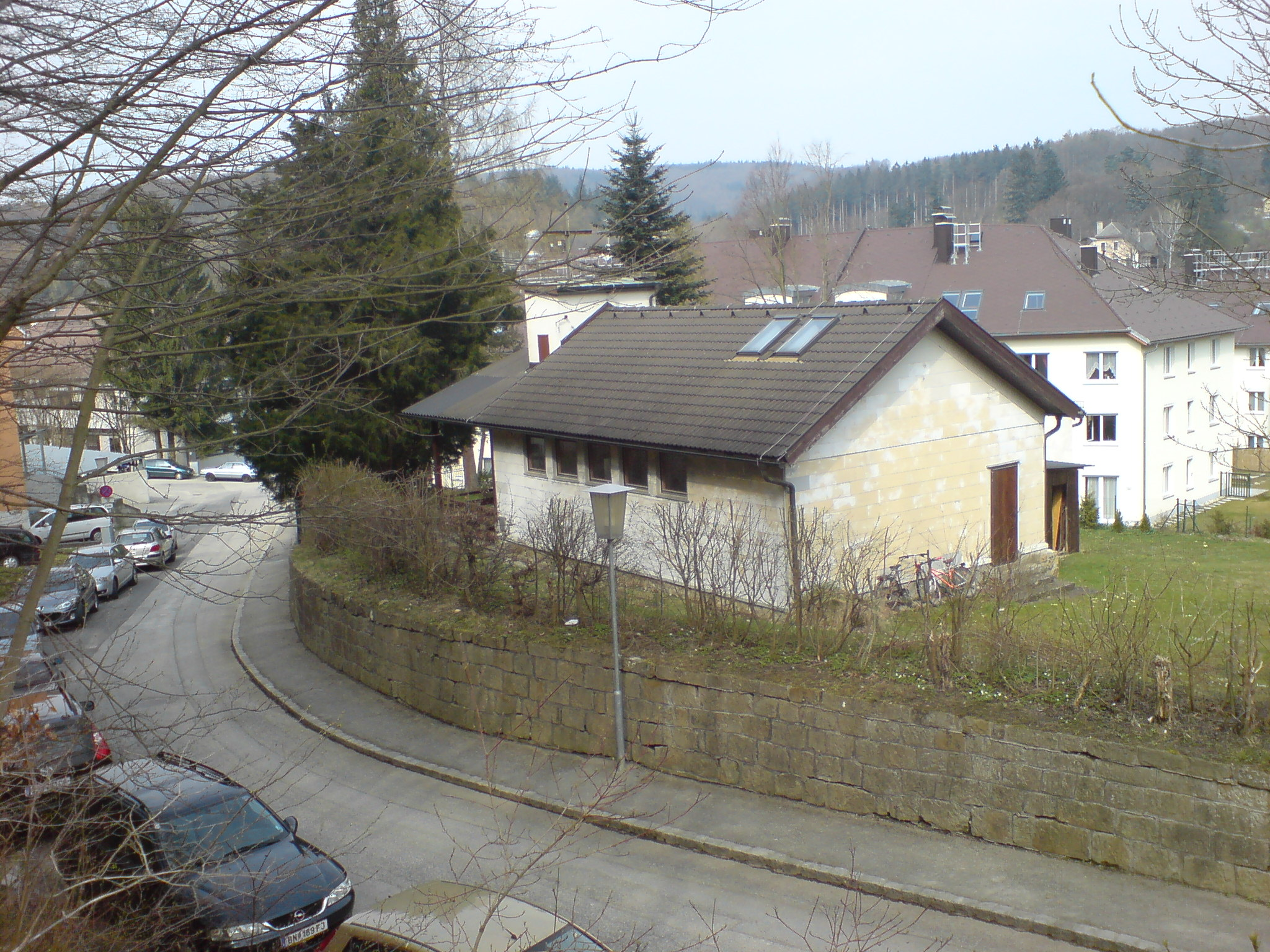
Kirche zur Liebe Gottes Pressbaum

Die Kirche zur Liebe Gottes ist ein evangelisches Kirchengebäude in Pressbaum im niederösterreichischen Bezirk St. Pölten-Land. Als Predigtstation der Kirche zur Ehre Gottes  in Purkersdorf gehört sie der Evangelischen Superintendentur A. B. Niederösterreich an.

## Geschichte
Seit 1900 fanden in den Gemeinden des Wienerwalds an verschiedenen Orten regelmäßige evangelische Gottesdienste statt. Durch die Initiative der 1927 gegründeten evangelische Pfarre von Purkersdorf konnte eine Barackenkirche  des Internierungslagers von Castellane im südostfranzösischen Département Alpes-de-Haute-Provence aus dem Ersten Weltkrieg erworben und nach Pressbaum umgesetzt werden, wo sie am 1. Oktober 1933 eingeweiht wurde. 1959 erfolgte der Bau des Küsterhauses, das bis zu ihrem Umzug 1968 in das neu errichtete Schwesternhaus der Michaelskapelle im benachbarten Eichgraben die 1963 gegründete ökumenische Schwesterngemeinschaft beherbergte. 2014 fand eine grundlegende Renovierung des von seiner offenen Dachkonstruktion bestimmten Kirchenraumes statt.